# Gustav Ehinger
Karl Gustav Johannes Ehinger, född 7 mars 1901 i Dalarö församling, Stockholms län, död 29 mars 1972, var en svensk läkare.
Ehinger, som var son till förste provinsialläkare Johannes Ehinger och Hilma Norberg, avlade studentexamen i Linköping 1919, blev medicine kandidat i Uppsala 1925 och medicine licentiat i Stockholm 1932. Han blev extra ordinarie amanuens vid patologiska institutionen i Uppsala 1926, var extra läkare vid Källviks brunn sommaren 1928, vid Ronneby brunn sommaren 1929, extra läkare samt tillförordnad amanuens vid Stockholms hospital 1930, assistentläkare vid Linköpings lasaretts medicinska avdelning 1930–1931 och 1932–1933, tillförordnad andre underläkare där 1933–1934, tillförordnad amanuens samt tillförordnad underläkare vid Serafimerlasarettets medicinska poliklinik 1934, dito vid dess medicinska klinik 1934–1935, tillförordnad underläkare vid Falu lasaretts medicinska avdelning 1935, andre underläkare vid Serafimerlasarettets medicinska poliklinik 1935–1936.
Ehinger blev därefter militärläkare och var tillförordnad bataljonsläkare vid kommendantskapet i Boden 1936–1938, bataljonsläkare vid Övre Norrlands truppers stab 1938, dito vid Göta artilleriregemente 1939–1941 och var regementsläkare vid Hallands regemente 1941–1961. Han var även järnvägsläkare, epidemisjukhusläkare i Halmstad 1957–1960, industriläkare sedan 1961 och privatpraktiserande läkare i Halmstad.